# Кавалеридзе, Иван Петрович
Ива́н Петро́вич Кавалери́дзе (1 [13] апреля 1887, хутор Ладанский Полтавской губернии — 3 декабря 1978) — украинский советский скульптор, режиссёр кино и театра, драматург, сценарист. Народный артист Украинской ССР (1969).

## Биография
Иван Кавалеридзе 1 (13) апреля 1887 года родился в семье солдата Петра Васильевича Кавалеридзе, этнического грузина, и украинской крестьянки Килины Лукиничны Кухаренко.
Учился в Киевском художественном училище, в петербургской Академии Художеств (1909–1910), в мастерской скульптора Наума Аронсона в Париже.
В 1911—1915 работает скульптором и художником-оформителем русской кинофирмы «П. Тиман и Ф. Рейнгардт (торговый дом)».
С 1918 по 1928 годы скульптор живёт в Ромнах, работает в отделе народного образования, преподавателем живописи в школах, режиссёром местного театра. В эти годы он создаёт памятники Т. Г. Шевченко и Героям Революции в Ромнах, Григорию Сковороде в Лохвице, Артёму в Бахмуте и Славяногорске, Т. Г. Шевченко в Полтаве и Сумах. Как режиссёр поставил «Наталку Полтавку», «Трактирщицу», «Лесную песню».
В 1928 — 1933 годах работает режиссёром на Одесской кинофабрике, в 1934—1941 годах — на Киевской киностудии «Украинфильм».
Ещё в 1920-е годы Кавалеридзе приобрёл репутацию «диссидента». Некоторые из памятников его работы уничтожены (в частности, в 1923 г. снесён памятник княгине Ольге на Михайловской площади, восстановленный только в 1996 г.), а ряд учеников и сотрудников репрессированы. Ряд его фильмов («Колиивщина», «Прометей») был запрещён к показу. Фильм «Колиивщина» о гайдамаке Семёне Неживом был в основном смонтирован в 1931 году, прошёл через 17 правок. Вышел на экраны в 1933 году и тотчас же запрещён. По утверждению биографов Кавалеридзе, от репрессий его спасла только широкая известность.
Возможно, это стало одной из причин того, что в годы Великой Отечественной войны он работал в управе оккупированного немцами Киева, где в 1941 г. занимал должность начальника отдела культуры (то есть фактически стал коллаборантом). Невзирая на это, репрессиям в послевоенное время не подвергался.
В 1960-е годы, во время так называемой «оттепели», создал ряд интересных станковых композиций, ставших своеобразной его «второй молодостью» как скульптора: несколько вариантов композиции «Миллион лет» (1967), «Бунт» (1967), «Журавли летят…» (1967), «Во глубине сибирских руд» (1967), «Памятная стела библиотеке Ярослава Мудрого» (1969).
Зятем Кавалеридзе был советский скульптор и кинорежиссёр Ростислав Синько.
В 1987 году мировая общественность отметила столетие со дня рождения Кавалеридзе по календарю ЮНЕСКО.
В Киеве существует мемориальный дом-музей Кавалеридзе (Андреевский спуск, 21).

## Награды
- орден Красной Звезды (11.01.1935)[11]
- Народный артист Украинской ССР (1969)

## Скульптуры
- Памятник княгине Ольге (Киев), установлен 4 сентября 1911 года, разрушен в 1919, восстановлен 25 мая 1996 года[10].
- Памятник Шевченко в Ромнах, установлен 27 октября 1918 года, разрушен в 1920-е годы, восстановлен в бронзе 27 октября 1982 года.
- Памятник Григорию Сковороде в Лохвице, установлен 22 декабря 1922 года, разрушен во время Второй мировой войны, восстановлен автором в бронзе 29 ноября 1972 года.
- Памятник большевику Артёму в Бахмуте, установлен в 1923 году, разрушен во время Второй мировой войны.
- Памятник Шевченко в Полтаве, установлен 12 марта 1926 года, сохранился до настоящего времени.
- Памятник Шевченко в Сумах, установлен в 1926 году, разрушен в 1953 году.
- Фигуры шахтёров на фасаде здания треста «Донуголь», Харьков, здание построено в 1927 году, скульптуры сохранились до настоящего времени.
- Памятник большевику Артёму в городе Славяногорск (Святогорск), огромная 27-метровая статуя, стоит на меловой горе над Северским Донцом и Святогорской лаврой, установлена в 1927 году, сохранилась до настоящего времени.
- Декоративные статуи рабочего и колхозницы на Свердловском (Холодногорском) путепроводе в Харькове, путепровод открыт в 1928 году, взорван в 1943 году.
- Барельефы вписанные в тонго по периметру одного из ярусов башни на доме по Георгиевскому пер. № 2 в Киеве (1936—1937 г.), построенному по проекту архитектора И. Каракиса (в соавторстве с М. Я. Ручко и В. И. Сазанским)[10].
- Памятный знак на территории Софийского собора в честь открытия первой на Руси библиотеки Ярославом Мудрым.
- Мемориальная доска Борису Гмыре в Киеве (Пассаж), установлена в 1973 году.
- Памятник Григорию Сковороде в Киеве на Контрактовой площади, установлен 1 марта 1977 года[12].
- Памятник Петру Запорожцу в Белой Церкви, в стиле кубизм.

## Фильмография
- 1929 — Ливень
- 1930 — Перекоп
- 1931 — Штурмовые ночи
- 1933 — Колиивщина
- 1936 — Наталка Полтавка
- 1936 — Прометей
- 1937 — Запорожец за Дунаем
- 1939 — Стожары (короткометражный)
- 1959 — Григорий Сковорода
- 1961 — Гулящая (по роману Панаса Мирного), в главной роли: Людмила Гурченко

## Основные издания произведений
- «Мы разносчики новой веры»: Воспоминания кинорежиссёра о работе над фильмами в 1928—1933 годах // Искусство кино, 1966. — № 12. — С. 24—34.
- Париж, Париж... : Із спогадів митця // Вітчизна, 1978. — №1. — С.121—130.
- П’єси. — К.: Дніпро, 1976. — 239 с.
- Ранок країни: Спогади // Вітчизна, 1977. — № 7. — С. 112—122.
- Тіні: Спогади // Україна, 1988.— № 39. — С. 15—18; № 40. — С. 17—20.